# 葛洛
葛洛（1920年—1994年），原姓常，笔名常础、于顷等，男，河南汝阳人，中国现代作家、编辑家，《人民文学》原副主编。